# سباستین کوبر
سباستین کوبر (انگلیسی: Sebastian Köber؛ زادهٔ ۲۸ مهٔ ۱۹۷۹) بوکسور اهل آلمان است.